# Harpalobrachys
Harpalobrachys is een geslacht van kevers uit de familie van de loopkevers (Carabidae). De wetenschappelijke naam van het geslacht is voor het eerst geldig gepubliceerd in 1899 door Tschitscherine.

## Soorten
Het geslacht Harpalobrachys is monotypisch en omvat slechts de volgende soort:
- Harpalobrachys leiroides (Motschulsky, 1844)